# Liste von Seen in KwaZulu-Natal
Die Liste von Seen in KwaZulu-Natal enthält alphabetisch geordnet Seen der südafrikanischen Provinz KwaZulu-Natal. Zusätzlich sind der nächstliegende größere Ort und die Oberfläche und maximale Tiefe angeführt.
| See                              | Oberfläche | Max. Tiefe | Naher Ort    |
| -------------------------------- | ---------- | ---------- | ------------ |
| Albert Falls Dam                 | 2484 ha    | 24 m       | Albert Falls |
| Craigie Burn Dam                 |            |            | Rietvlei     |
| {}Hluhluwe Dam                   |            |            | Hluhluwe     |
| Midmar Dam                       | 1560 ha    | 23 m       | Howick       |
| Nhlabane Lake (Lake Mzingazi)    | 1270 ha    | 3,7 m      | KwaMbonambi  |
| Ntshingwayo Dam (Chelmsford Dam) |            |            | Dannhauser   |
| Pongolapoort Dam (Jozini Dam)    |            |            | Jozini       |
| Lake Sibaya                      | 7800 ha    | 43 m       | Mseleni      |
| Spionkop Dam                     |            |            | Bergville    |
| Lake St. Lucia                   | 350.000 ha |            | St. Lucia    |
| Wagendrift Dam                   |            |            | Estcourt     |
| Woodstock Dam                    |            |            | Bergville    |